# 横山知伸
横山 知伸（よこやま とものぶ、1985年3月18日 - 2024年1月4日）は、東京都練馬区出身の元プロサッカー選手、サッカー指導者。現役時代のポジションはディフェンダー、ミッドフィールダー。

## 来歴
石神井マメックスFC、帝京高等学校を経て、1年浪人して早稲田大学スポーツ科学部へ進学。早大蹴球部の主力メンバーとして活躍し、4年時の2007年度、全日本大学選手権で優勝を経験した。大学の同期には、兵藤慎剛、鈴木修人、山本脩斗、島村毅らがいる。
早大卒業後は大手証券会社への入社が内定していたが、川崎フロンターレ・向島建スカウトの打診を受け、内定を蹴って2008年に川崎に入団した。
加入初年度はセンターバックとして見られていたが、09年は関塚隆監督のコンバートによりMFへとポジションを移した。ヴィトール・ジュニオールの長期離脱・中村憲剛のポジション変更もあり視野の広さや展開力を買われシーズン後半はレギュラーに定着。中村に変わるボールの配給役を務めた。
2012年シーズンよりセレッソ大阪に移籍。主にボランチやCBのバックアップをこなし、先発出場はリーグ戦4試合にとどまったが、リーグ最終節の古巣・川崎戦で2得点を挙げ、チームのJ1残留に貢献した。
2014年シーズンより大宮アルディージャに完全移籍。2016年3月20日のサンフレッチェ広島戦、相手DF佐々木翔へのスライディングで、全治8ヶ月となる右膝前十字靭帯断裂の大怪我を負わせる。1対5と大敗している状況の中、後半ロスタイムでのプレイだった。横山はこのプレイでイエローカードを受けるとともに、相手サポーターからはブーイングを浴び、サンフレッチェの森保一監督も怒りのコメントを残しており、横山は試合後に謝罪する事態となった。
2017年シーズンより北海道コンサドーレ札幌に期限付き移籍し、2018年シーズンに完全移籍した。同年8月6日、ロアッソ熊本への期限付き移籍が発表された。熊本ではピッチ上でのリーダーとしての役割を期待されたが出場機会に乏しく、期限付き移籍期間満了が発表された同年12月2日、北海道コンサドーレ札幌は契約の満了と来シーズンに向けた契約更新をしないことを発表。
同年12月12日、フクダ電子アリーナで行われたJリーグ合同トライアウトに出場 が、直後の12月24日、体調不良で病院へ搬送。脳腫瘍と診断され、同月31日に摘出手術を受けた。
手術後は、中学時代に所属した石神井マメックスFCや母校の帝京高校で練習したり、古巣札幌の練習にも参加していたが、2019年9月、FC岐阜への加入が発表された。
2020年2月、現役引退が発表された。引退後は北海道コンサドーレ札幌アカデミーのフィジカルコーチに就任。
2023年、大宮アルディージャトップチームのフィジカルコーチに就任。同年5月、U-18フィジカルコーチ兼U-18コーチに就任した。しかし同年夏に脳腫瘍が再発、治療を受けていたものの、2024年1月4日に死去したことが、同月11日にクラブより公表された。38歳没。

## 所属クラブ
- 石神井マメックスFC
- 帝京高等学校
- 早稲田大学
- 2008年 - 2011年 川崎フロンターレ
- 2012年 - 2013年 セレッソ大阪
- 2014年 - 2017年 大宮アルディージャ
  - 2017年 北海道コンサドーレ札幌 (期限付き移籍)
- 2018年 北海道コンサドーレ札幌
  - 2018年8月 - 同年12月 ロアッソ熊本 (期限付き移籍)
- 2019年 FC岐阜

## 個人成績
| 国内大会個人成績 | 国内大会個人成績 | 国内大会個人成績 | 国内大会個人成績 | 国内大会個人成績 | 国内大会個人成績 | 国内大会個人成績 | 国内大会個人成績 | 国内大会個人成績 | 国内大会個人成績 | 国内大会個人成績 | 国内大会個人成績 |
| 年度             | クラブ           | 背番号           | リーグ           | リーグ戦         | リーグ戦         | リーグ杯         | リーグ杯         | オープン杯       | オープン杯       | 期間通算         | 期間通算         |
| 年度             | クラブ           | 背番号           | リーグ           | 出場             | 得点             | 出場             | 得点             | 出場             | 得点             | 出場             | 得点             |
| 日本             | 日本             | 日本             | 日本             | リーグ戦         | リーグ戦         | リーグ杯         | リーグ杯         | 天皇杯           | 天皇杯           | 期間通算         | 期間通算         |
| ---------------- | ---------------- | ---------------- | ---------------- | ---------------- | ---------------- | ---------------- | ---------------- | ---------------- | ---------------- | ---------------- | ---------------- |
| 2008             | 川崎             | 18               | J1               | 16               | 0                | 3                | 0                | 0                | 0                | 19               | 0                |
| 2009             | 川崎             | 18               | J1               | 26               | 0                | 3                | 0                | 3                | 0                | 32               | 0                |
| 2010             | 川崎             | 18               | J1               | 24               | 0                | 4                | 0                | 2                | 1                | 30               | 1                |
| 2011             | 川崎             | 18               | J1               | 10               | 1                | 0                | 0                | 2                | 0                | 12               | 1                |
| 2012             | C大阪            | 18               | J1               | 9                | 2                | 4                | 0                | 2                | 0                | 15               | 2                |
| 2013             | C大阪            | 18               | J1               | 11               | 1                | 3                | 0                | 3                | 0                | 17               | 1                |
| 2014             | 大宮             | 18               | J1               | 21               | 0                | 4                | 0                | 1                | 0                | 26               | 0                |
| 2015             | 大宮             | 18               | J2               | 41               | 3                | -                | -                | 1                | 0                | 42               | 3                |
| 2016             | 大宮             | 18               | J1               | 19               | 1                | 4                | 0                | 3                | 0                | 26               | 1                |
| 2017             | 札幌             | 2                | J1               | 26               | 2                | 4                | 0                | 0                | 0                | 30               | 2                |
| 2018             | 札幌             | 2                | J1               | 0                | 0                | 4                | 0                | 0                | 0                | 4                | 0                |
| 2018             | 熊本             | 45               | J2               | 7                | 0                | -                | -                | -                | -                | 7                | 0                |
| 2019             | 岐阜             | 40               | J2               | 0                | 0                | -                | -                | -                | -                | 0                | 0                |
| 通算             | 日本             | 日本             | J1               | 162              | 7                | 33               | 0                | 16               | 1                | 211              | 8                |
| 通算             | 日本             | 日本             | J2               | 48               | 3                | -                | -                | 1                | 0                | 49               | 3                |
| 総通算           | 総通算           | 総通算           | 総通算           | 210              | 10               | 33               | 0                | 17               | 1                | 260              | 11               |

| 国際大会個人成績 | 国際大会個人成績 | 国際大会個人成績 | 国際大会個人成績 | 国際大会個人成績 |
| 年度             | クラブ           | 背番号           | 出場             | 得点             |
| AFC              | AFC              | AFC              | ACL              | ACL              |
| ---------------- | ---------------- | ---------------- | ---------------- | ---------------- |
| 2009             | 川崎             | 18               | 9                | 0                |
| 2010             | 川崎             | 18               | 2                | 0                |
| 通算             | AFC              | AFC              | 11               | 0                |

- Jリーグ初出場 - 2008年4月12日 J1第6節 対大分トリニータ戦 (九州石油ドーム)
- Jリーグ初得点 - 2011年11月19日 J1第32節 サンフレッチェ広島F.C戦（広島ビッグアーチ）

## 指導歴
- 2020年 - 2022年 北海道コンサドーレ札幌アカデミー フィジカルコーチ
- 2023年 - 大宮アルディージャ
  - 2023年 - 同年5月 トップチーム フィジカルコーチ
  - 2023年5月 - U-18フィジカルコーチ 兼 U-18コーチ